# Cova de Gorham
La Cova de Gorham és una cova marina situada en el territori britànic d'ultramar de Gibraltar,és considerada com una de les darreres morades conegudes dels neandertals a Europa. La Cova de Gorham dona nom al complex de la cova de Gorham, que és una combinació de quatre coves diferents de tal importància que es combinen en un Patrimoni de la Humanitat de la UNESCO des del 2016. Les altres tres coves són la cova Vanguard, Hyaena Cave, i la cova de Bennett.